# Кошов
Кошóв е село в Северна България. То се намира в община Иваново, област Русе.

## История
Учителят Стойко Тодоров през 1925 г. пише: „Село Кошов преди 100 и повече години е било малко по-долу от сегашното и във време на идната война на Румъния с турците една част от населението е избягала в Румъния, а друга се заселила на сегашното селище“. По предание старото име на с. Кошов било Бодурци, а самото селище се намирало на десния бряг на р. Черни Лом между Червен и Кошов
(югоизточно 1 км), днес местността Бодурица. Това село не трябва да се смесва с днешното, което е старо.
Село Кошов се намира в Дунавската равнина на левия бряг на р. Черни лом по древния път, водещ до историческата крепост на с. Червен до голямата погранична р. Дунав. На север и североизток то граничи със селата Иваново и Божичен, а на изток – със землището на с. Щръклево. Селището е разположено на 29 км от град Русе в малка котловина, естествено защитена от североизток с хълмове и цяла верига скали. Милиони години варовикът е бил рушен от водата на реката, изрязала дълбоко своето легло. Дефилето, чиито скали достигат средно до 30 – 40 м, а на места и до 100 м височина, прилича на тесен, силно начупен скалист коридор. Проломът е живописен и интересен с причудливите си образувания от особеното изветряване на скалите, с многобройните пещерни отвори и ниши, в които свиват гнездата си скорци, врабци и други представители на птичия свят.
Климатът на селището е умереноконтинентален. През зимните месеци фьоновите ветрове причиняват повишение на температурата и бързо топене на снега. В резултат на южните ветрове през летните месеци настъпват силни горещини. През зимата духат най-силно североизточните ветрове, които носят сняг.
Природата щедро е дарила този край. Широколистните гори наоколо са ценен източник на дървен материал, който е разумно използван от поселниците. Срещат се и иглолистни дървета, но по-малко.
Областта край река Черни Лом е обитавана от дълбока древност. Сведения за праисторическо селище няма, но тук са потърсили естествената защита на скалистите зъбери траките, оставили са своите паметници и римляните, а славяните, заедно с Аспаруховите българи слагат началото на българската история по тези земи, тясно свързани със съдбините на митрополитския средновековен град Червен, втори след престолния Търнов. От Втората българска държава са и многобройните скални жилища, църкви и манастири, използвани като отшелнически килии, параклиси и сигурно убежище, особено при турските набези през 14 век. Тъй като с. Кошов се намира на 7 км от скалната църква при село Иваново, обявена за защитен обект от ЮНЕСКО, то несъмнено свързва с нея историческата си съдба.

### Произход на местното население
Кошовчани са потомци на старото мизийско население, наречени с подигравателното име „хърцои“. Тези сведения са оставени от Любомир Милетич в края на 19 век, когато независимо от историческите превратности, българите в тази част на североизточна България успяват да запазят своята етническа чистота като автохтонно население. Точно определена дата за възникване на селото няма, но вероятно се е заселило още към 1430 г. В един султански регистър от 1431 г. се среща името на селото – Кошова. В друг документ от 16 век (1591 г.) също се споменава за село Кошови, а през 1734 г. – като Кошов. Съществуват и четири предания. Според първото названието произхожда от вида на мястото, където е разположено селото – котловина, оградена от скали и стръмнини като в кош. Според второто, в околните гори се развъждали много кошути, каквито и днес могат да се срещнат в землището на селото. Третото предание съобщава, че жителите плетели много кошове. Най-достоверно е четвъртото предание. В селото имало мелница, която работела с голям плетен кош, в който селяните слагали зърното. Местните хора и ябанджиите го нарекли „селото с коша“ и оттам – Кошов. Според изследователите е неправилна народната етимология, която дири произхода на името от кошута или по скалата Кощута с изкуствена пещера и манастир.
Интересни са и имената на местностите в кошовското землище: Пчелина, Кривия кърт, Черната пещера, Грамов рът, Смесите (Смесците), Сврачи дол, Тараманкината поляна, Гирица, Пладнището, Долното пладнище, Армутлийка, Корийката, Горния трап, Горния подмол, Локвата, Даямите, Ганина боджак, Черковището, Стойчево долче, Беглишки харман, Пенчов дол, Люляката, Чилингира, Рай Манастир, Саров храст, Вълчата поляна, Лазарова страна и др. Някои от тези названия са свързани с конкретни исторически събития и личности, особено през периода на османското владичество. Те са останали в паметта на кошовчани като доказателство за непокорния дух на поробените им предци, за тяхната смелост и готовност да мъстят за поруганата си чест, за непреодолимия им стремеж да извоюват свободата на родния си край и свободата на любимото си отечество.

## Културни и природни забележителности
- Много красива природа и интересни пещери в скалите край селото.
- В съседство е Ивановският скален манастир, Червенската крепост (резервна столица на някогашна България);
- В Кошов има и много стари къщи, които въпреки годините са добре поддържани.

## Редовни събития
- Събор през ноември

1. ↑  www.grao.bg